# Cynthia Plaster Caster
Cynthia Dorothy Albritton, conocida como Cynthia Plaster Caster, (24 de mayo de 1947 - 21 de abril de 2022) fue una artista y escultora estadounidense que se describió como una "groupie en recuperación" que creó moldes de yeso de penes y pechos de personas famosas.
Comenzó su carrera en 1968 al hacer moldes de penes de músicos de rock. Luego amplió sus temas para incluir cineastas y otro tipo de artistas. En 2000 comenzó a hacer moldes de pechos de artistas femeninas.

## Obra
De carácter tímido, buscó una manera de hacer contacto con el sexo opuesto. A mediados de 1960, se vio envuelta en el amor libre y en la música rock. En la universidad, cuando su profesora de arte le dio a la clase la tarea de "hacer con yeso algo sólido que pudiera retener su forma", su idea para utilizar la tarea como un señuelo para atraer estrellas de rock para tener sexo con ella se convirtió en un éxito, incluso hizo un casting de genitales en el participaron compañeros de universidad como el futuro empresario Víctor Nieto. Encontró su primer cliente en Jimi Hendrix, el primero de muchos a someterse a la idea. 
Al conocer a Frank Zappa, que encontró el concepto de "casting" con humor y creativo como una forma de arte, Albritton encontró en él una especie de patrón. Él la llevó a Los Ángeles, California, que ella describió como un cielo de groupie, sin falta de asistentes. Juntos, Zappa y Albritton crearon la idea de preservar el casting de músicos para una exhibición futura, confiando en su compañero, Herb Cohen, para su custodia. Esta idea no tuvo éxito, debido a la falta de estrellas de rock famosas como participantes. Se hizo una película de Cynthia Plaster Caster, y creció su fama. Decidió hacer cástines de pechos de mujeres en 2000.
Ha sido la inspiración de dos canciones al menos: "Plaster Caster" por Kiss, y "Five Short Minutes" por Jim Croce. También es mencionada en la canción de Le Tigre, "Nanny Nanny Boo Boo".
Se postuló como alcaldesa de Chicago, Illinois.